# Батыр (Молдова)
Батыр (рум. Batîr) — село в Чимишлийском районе Молдавии. Относится к сёлам, не образующим коммуну.

## География
Село расположено на высоте 206 метров над уровнем моря. Площадь села – около 3.14 км2, периметр – 9.88 км. Село расположено на расстоянии 14 км от города Чимишлия и 67 км от муниципия Кишинёв.

## История
Первое документальное упоминание о селе Батыр датировано 1712 годом. Название было позаимственено у татарских кочевниках, что означает «богатырь».
Нынешнее село было основано в 1808 году, когда 48 молдавских крестьянских семей переселились сюда после ухода татар из Бессарабии. В 1822 г. поселились также 10 русинских крестьянских семей с фамилиями Ревенко, Малашенко, Гирик, Грижук, Тодорович, Грушицкий (также Грушинский), Подкормежный (также Керницкий и Закерничный) и Весельной (также Весельный и Весёлый).
В результате серии русско-турецких войн территория междуречий Днестра, Прута и Дуная в 1812 году отходит к России, получает название «Бессарабия». С 1818 года до 1917 село входит в состав Бендерского уезда, Бессарабской губернии, Российской империи. В 1914 году в селе была построена церковь.
В послевоенные годы Бессарабия была переименована в Молдавскую ССР. В результате административно-территориальных реформ, село Батыр в разные года входило в состав Каушанского района (1944-1955), Чимишлийского района (1956-1978, 1999-н.в.), Бессарабского района (1979-1984), Кэинарского района (1985-1998).

## Население
По данным переписи населения 2004 года, в селе Батыр проживает 2566 человек (1272 мужчины, 1294 женщины).
Этнический состав села:
| Национальность | Число жителей | Процентный состав |
| -------------- | ------------- | ----------------- |
| молдаване      | 2531          | 98.64             |
| русские        | 11            | 0.43              |
| украинцы       | 9             | 0.35              |
| румыны         | 9             | 0.35              |
| гагаузы        | 5             | 0.19              |
| евреи          | 1             | 0.04              |
| Всего          | 2566          | 100%              |